# Улица Мухачёва (Новосибирск)
Улица Мухачёва — улица в Советском районе Новосибирска (микрорайон ОбьГЭС). Начинается от Новоморской улицы, заканчивается, соединяясь с Софийской улицей. С чётной стороны к улице Мухачёва примыкает Красноуфимская улица. Нечётную сторону улицы образуют несколько жилых домов и территория больницы № 3. Чётная линия улицы полностью сформирована жилыми домами. Нумерация домов увеличивается в сторону Софийской улицы.

## Территории досуга
Приблизительно в 100 метрах от места соединения улиц Мухачёва и Новоморской находится набережная Обского водохранилища. Между Новоморской улицей и набережной расположена парковая зона. Также за территорией больницы № 3 располагается другое место отдыха — парк У моря Обского (~ 234 м от улицы), к которому примыкает пляж.

## Транспорт
Ближайшая остановка общественного транспорта — Больница (Софийская ул.) — расположена на Софийской улице (~ 140 м от точки соединения с улицей Мухачёва). Остановка обслуживается автобусами и маршрутными такси.